# سمپریت
سمپریت (انگلیسی: Semperit) شرکت تولید صنعتی اتریشی است، که در سال ۱۸۲۴ تأسیس شد.